# 汝南先賢傳
《汝南先賢傳》，曹魏周斐撰，現已失佚，有後人輯本。據《隋書·經籍志》，此書主要記載兩漢時期，但主要是東漢時期，生活在汝南郡的“先賢”。

## 學術價值[1]
- 中國早期郡書的代表作。
- 范曄《後漢書》的取材來源之一。
- 所載先賢事跡，有9人的事跡僅見于《汝南先賢傳》，餘無他考。
- 先賢的模范事跡、高尚品德，激勵後人。